# HD 53143
HD 53143 — звезда, которая находится в созвездии Киль на расстоянии около 52 световых лет от нас. У звезды обнаружен осколочный диск.

## Характеристики
HD 53143 представляет собой жёлтый карлик, имеющий массу около 80% массы Солнца. Её светимость составляет 70% солнечной. Возраст звезды оценивается приблизительно в 1 миллиард лет. В 2006 году астрономами из Калифорнийского университета в Беркли было получено первое изображение осколочного диска вокруг HD 53143.